# Khalid Al Qassimi
Sheikh Khalid bin Faisal bin Sultan Al Qassimi (arabe : الشيخ خالد بن فيصل بن سلطان  القاسمي), né le 18 février 1972 à Abu Dhabi, est un pilote de rallyes des Émirats arabes unis.

## Biographie

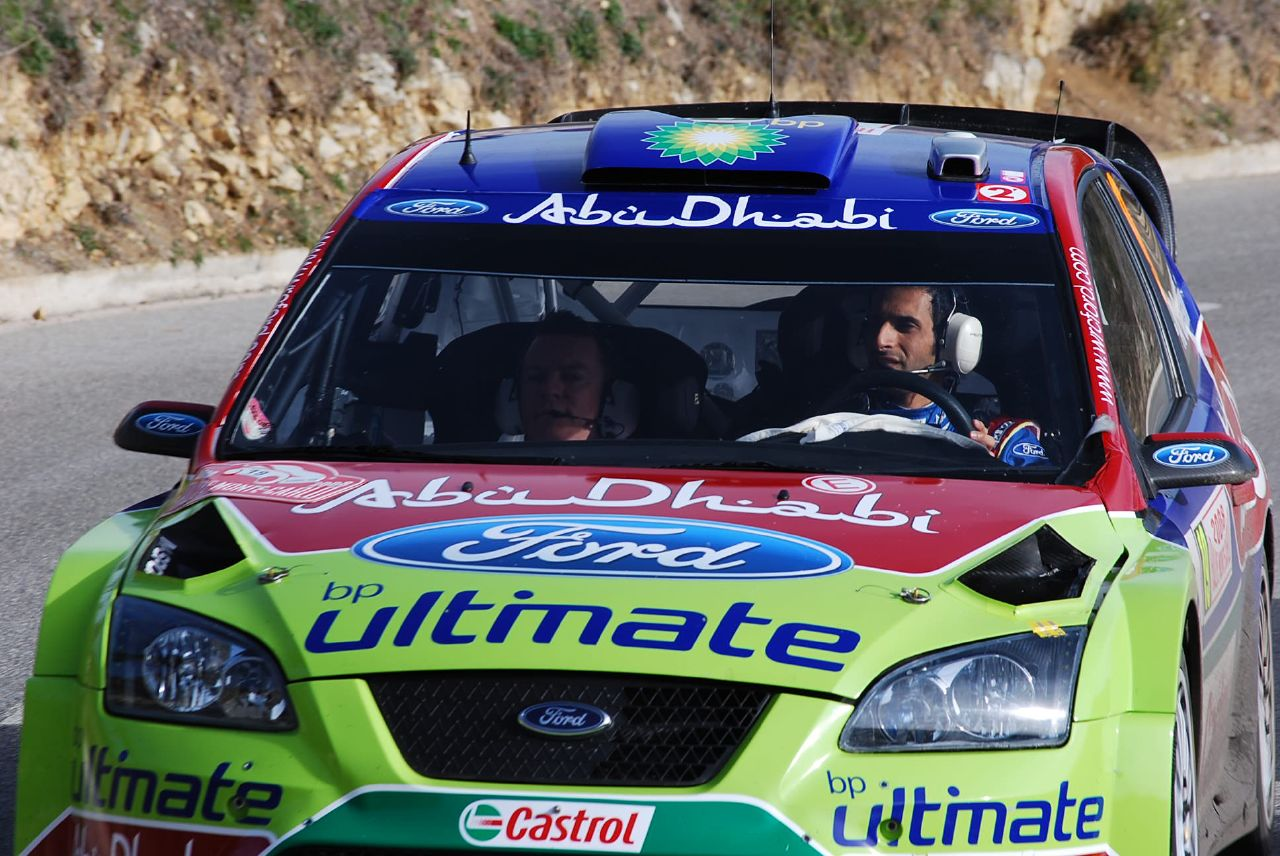
Al Qassimi au rallye Monte-Carlo 2008.

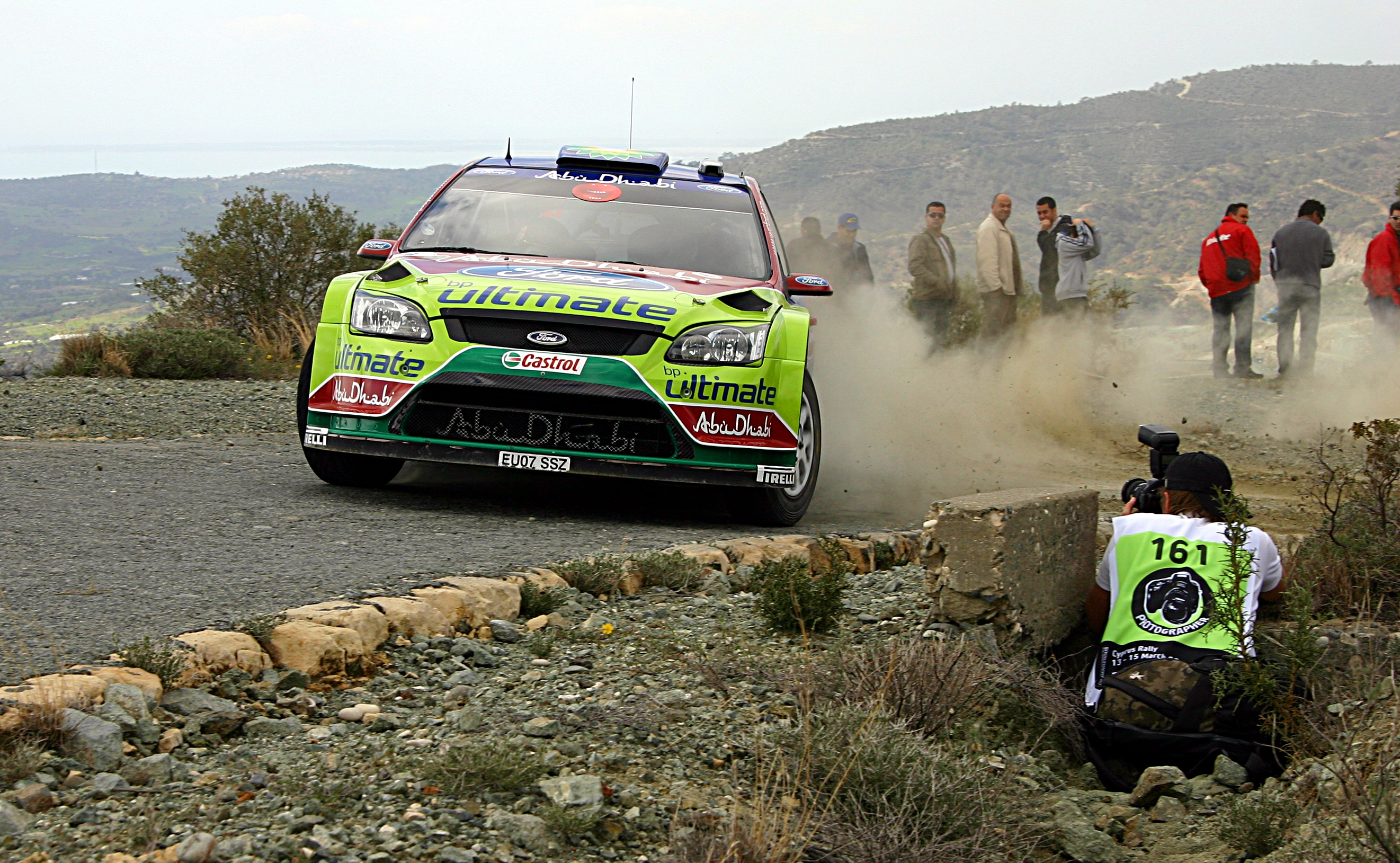
Al Qassimi au rallye de Chypre en 2009.

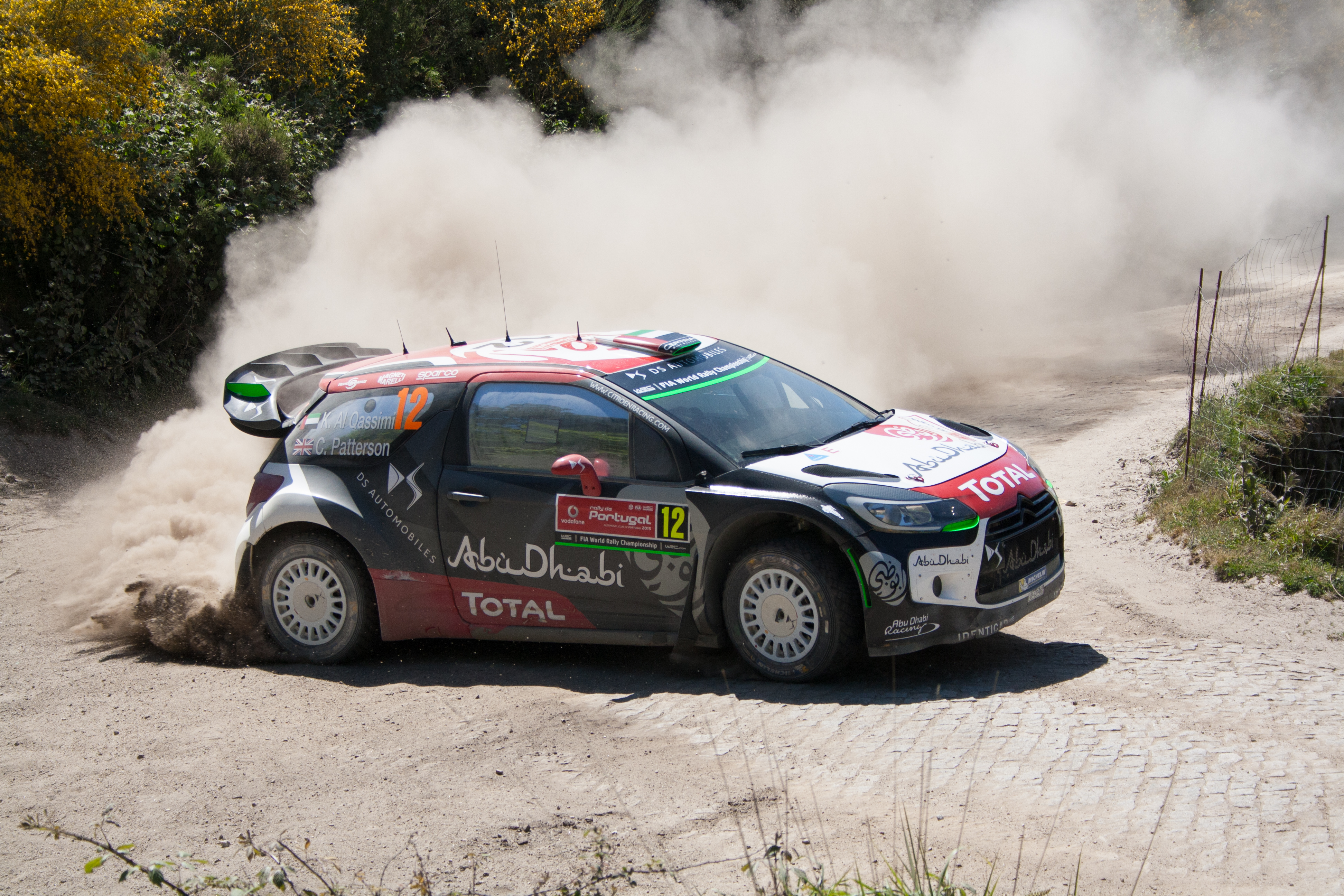
Al Qassimi au rallye du Portugal 2015.

Al Qassimi a débuté dans le championnat du Moyen-Orient en 2002, et a participé à 29 rallyes WRC de 2004 à 2011, réussissant à glâner 19 points.
Sa meilleure place est une cinquième position au général du rallye d'Australie en 2011. Il fut également 6e en Grèce en 2009, 7e en Catalogne en 2010, et termina cinq fois huitième des épreuves proposées.
Son copilote actuel est Chris Patterson (après Nicky Beech en 2006/2007 et Michael Orr, déjà équipier en 2004), et son team le  Citroën Total Abu Dhabi World Rally Team.
En 2013 il obtient trois secondes places sur Citroën DS3 RRC dans le championnat du Moyent-Orient qui compte six épreuves, le rallye syrien étant annulé (au Qatar, au Kowait, et à Chypre), à trois reprises derrière... Nasser Al-Attiyah). 
En 2014, il termine deuxième du championnat du Moyen-Orient des rallyes (MERC).
En 2017, il prend le départ de la 39e édition du Dakar au volant d'un buggy Peugeot 2008 DKR de l'écurie privée PH Sport.
En 2018, il renouvelle sa participation cette fois-ci avec un Peugeot 3008 DKR Maxi quasiment identique aux voitures officielles, et toujours préparé par PH Sport. À l’issue des 2 semaines de course, il termine 6e au classement général.

## Titres
| Année | Titre                                                              | Véhicule                 |
| ----- | ------------------------------------------------------------------ | ------------------------ |
| 2002  | Champion du Moyen-Orient FIA des voitures de production en Rallyes | Mitsubishi Lancer Evo VI |
| 2003  | 3e du championnat du Moyen-Orient des rallyes                      | Mitsubishi Lancer Evo VI |
| 2003  | 3e du championnat du Moyen-Orient des voitures de production       | Mitsubishi Lancer Evo VI |
| 2004  | Champion du Moyen-Orient FIA des Rallyes                           | Subaru Impreza WRX STI   |
| 2005  | Vice-champion du Moyen-Orient FIA des rallyes                      | Subaru Impreza WRX STI   |
| 2006  | 3e du championnat du Moyen-Orient des rallyes                      | Subaru Impreza WRX STI   |
| 2006  | 11e du Championnat du monde P-WRC des voitures de production       | Subaru Impreza WRX STI   |
| 2014  | Vice-champion du Moyen-Orient FIA des rallyes                      | DS 3 RRC                 |

## P-WRC
- 3e en 2006 au rallye de Chypre

## 7 Victoires en MERC
- 2004: Rallye de Bahreïn;
- 2004: Rallye de Syrie;
- 2005 et 2006: Rallye de Doubaï;
- 2007: Rallye de Jordanie;
- 2010: Rallye du Koweït;
- 2010: Rallye du Liban;
  - 2e du rallye des Émirats arabes unis en 2006 (et 9 autres places de second, de 2003 à 2010);
  - 2e du rallye du Liban en 2010 (3e en 2007).